# 白馬連峰
白馬連峰（はくばれんぽう）とは、飛騨山脈（北アルプス）北部の後立山連峰のうち、白馬岳を中心とする連峰北部の山群を指す。

## 概要
「白馬連峰」という呼び方は、白馬地域の観光案内などで使用されることが多い。
類似の呼称に白馬連山（はくばれんざん）があり、たとえば特別天然記念物「白馬連山高山植物帯」の名称に用いられている。
白馬連峰の山のうち、白馬岳・杓子岳・鑓ヶ岳の3峰は、併せて白馬三山（はくばさんざん）と称される。

## 主な山
- 初雪山
- 岩菅山
- 横前倉山
- 風吹岳
- 乗鞍岳 (白馬乗鞍岳)
- 小蓮華山
- 白馬岳
- 杓子岳
- 鑓ヶ岳
- 天狗ノ頭
- 唐松岳
- 大黒岳
- 白岳
- 五竜岳
- 西遠見山
- 大遠見山
- 中遠見山
- 小遠見山

## 関連画像

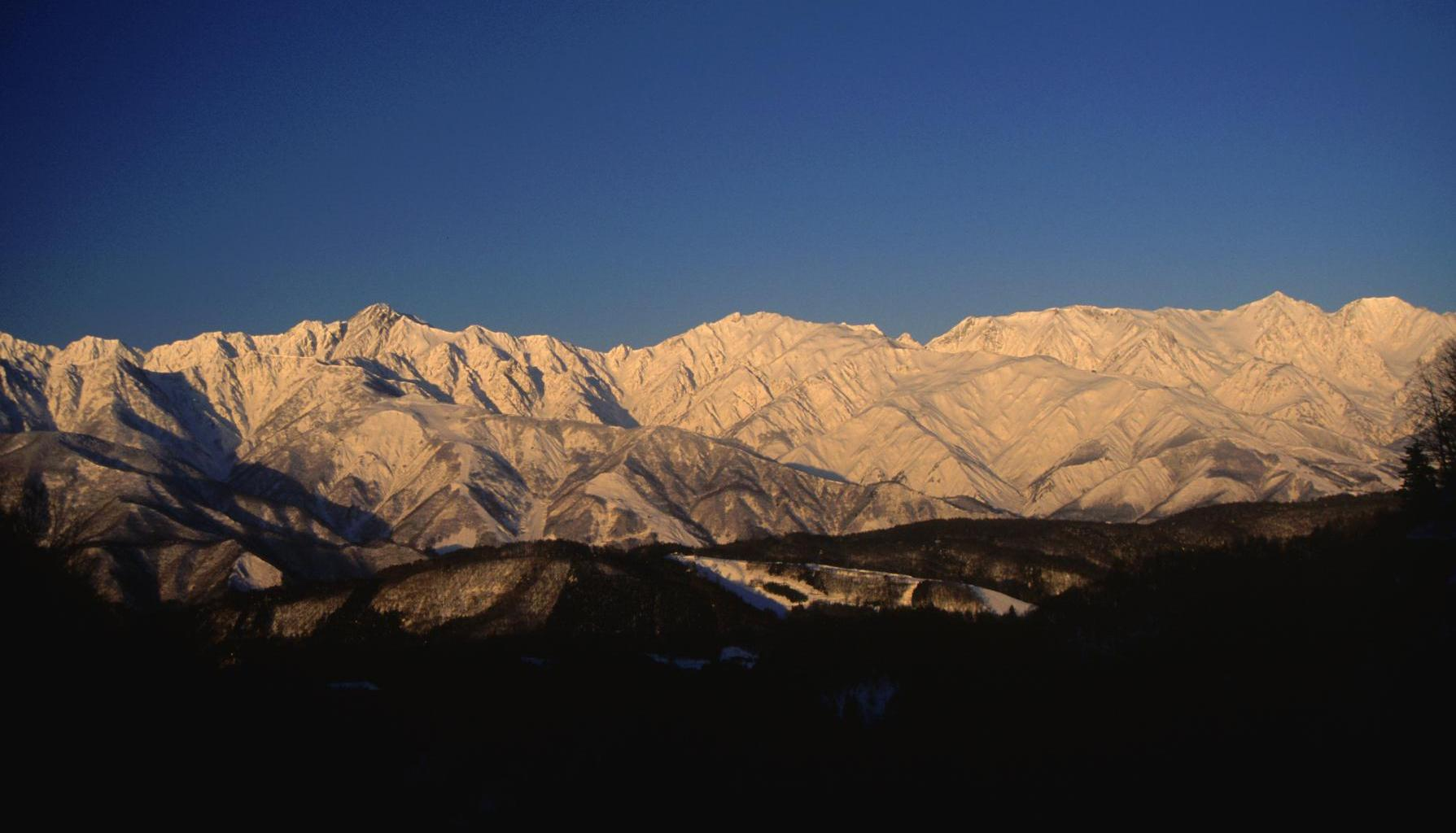
五竜岳から杓子岳 北城より
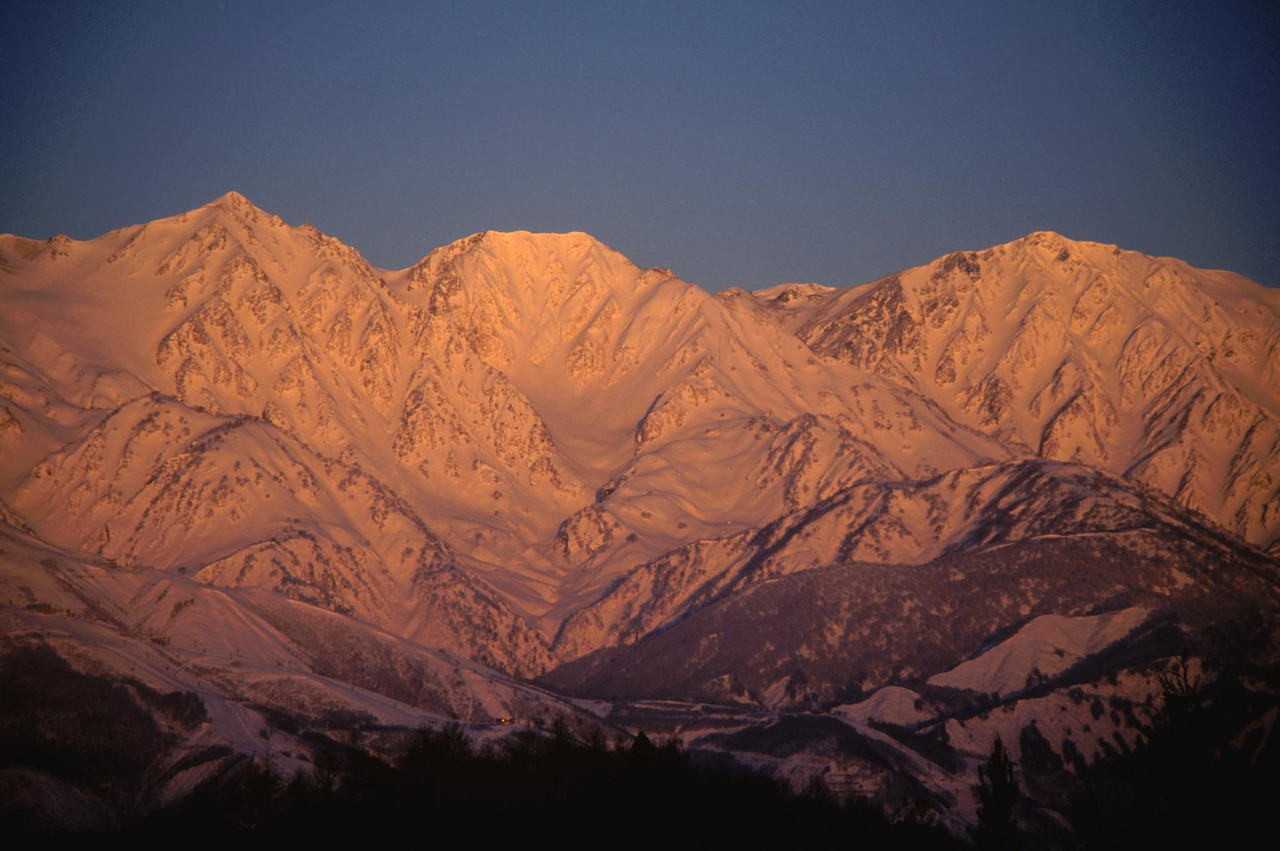
白馬三山 北城より